# フアン・ルイス・ゲラ
フアン・ルイス・ゲラ（Juan Luis Guerra、1957年6月7日 - ）は、ドミニカ共和国の歌手、シンガーソングライター。彼のレコードは世界中で3億枚の売上を誇り、12回のラテングラミー賞、2回のグラミー賞、2回のラテンビルボード賞を含む、数多くの賞を受賞している。
彼は数十年にわたって世界的に最も名の知れたドミニカ共和国のアーティストである。メレンゲ、ボレロ、そしてアフロラテン・ポップスの混合された彼の音楽は、ドミニカ共和国のみならず世界中で稀有な成功をもたらした。フアンはしばしばドミニカ共和国で人気のあるバチャータと呼ばれる音楽を利用し、いくつかの曲ではボレロのメロディよりもむしろバチャータのリズムを基礎としている。また、彼は1つの音楽のスタイルにはこだわらず、メレンゲ、ボレロバチャータ、バルダ、サルサ、ロック、ついには「La Gallera」に現れるようにゴスペルの要素まで多様な音楽の趣を取り入れている。 素敵な社会像について歌った「en:Ojalá Que Llueva Café」 (「コーヒーの雨が降ればなー」の意味)は彼自身で作曲したもので、最も高い評価を得ているものである。その他、ブラック・アイド・ピーズのタブーと共に制作した「La llave de mi corazón」 (「私の心の鍵」の意味) もまた、彼の異なるジャンルの融合した音楽の1つの例である。

## キャリア

### 生い立ち
フアン・ルイス・ゲラ・セイハスは、ドミニカ共和国サントドミンゴにて、オルガ・セイハス (Olga Seijas) とバスケット選手であったヒルベルト・ゲーラ (Gilberto Guerra) の間に生れる。音楽の活動を始める前は、ドミニカ共和国の公立大学であるサント・ドミンゴ自治大学で文学と哲学を勉強していた。それからフアンはサント・ドミンゴ国立音楽院 (El Conservatorio Nacional de Música de Santo Domingo) でギターと音楽理論を学び、マサチューセッツ州ボストンの名門、バークリー音楽大学で学ぶためアメリカ行きを決意する。彼はバークリーを1982年、ジャズ編曲についてで学位を取り卒業する。帰国後1984年にアルバム『Soplando』（「呼吸」あるいは「息をすること」の意味）をリリースし、フアン・ルイス・ゲラ&4.40 (Juan Luis Guerra y 440)として徐々に知られていくことになる。グループのメンバーは、マリダリア・エルナンデス、ロジャー・サヤス＝バサン 、マリエラ・メルカードである。バンド名はスペイン語では公式に「Cuatro Cuarenta」（クアトロ クアレンタ = 四・四十）と公表されていて、普通「Cuatrocientos Cuarenta」（クアトロシエントス クアレンタ = 四百四十）というところを短縮した形になっている。なお、この名前は標準チューニング (Concert A) からきていて、フアンの兄弟ホセ・ヒルベルトが「名前は音階と我々を端的に表しているものがよい」と提案したという。ゲラによれば、このファースト・アルバムはバークリーで学んだジャズの楽曲をコンセプトにしており、商業的なヒットは狙っていなたかったと語っている。そして彼は徐々にメレンゲの曲を書き始める 。
彼らは『Mudanza y Acarreo』『Mientras Más Lo Pienso...Tú』という2枚のアルバムを発表し、ドミニカ共和国で名声を得て、同国を代表してOTI (Organization of Iberoamerican Television) 主催の音楽フェスティバルにノミネート、参加する。
翌1989年のアルバムは彼らに国際的な名声をもたらした。このアルバム『4時40分 (Ojalá Que Llueva Café)』では、バックにとても速いテンポながら緩やかなメロディを被せてあり、多くのラテンアメリカ諸国でチャート1位を獲得する。また徐々にヒットソングのプロモーション・ビデオが制作されるようになり、フアン・ルイス・ゲラ&4.40はツアーを行っていくようになる。なお、収録曲「Ojalá Que Llueva Café」は、1996年と2008年にそれぞれCafé Tacuba、Rosario Floresにカヴァーされ、再度その名声を得ることとなる。

### 1990年代
1990年には彼は『薔薇のバチャータ (Bachata Rosa)』を発表して大きなヒットとなり、初のグラミー賞を受賞した。アルバムは500万枚を売上げ、ゲラはアメリカ合衆国、ヨーロッパ、ラテンアメリカ諸国へのツアーを続けることになる。このアルバムは、いくつかの彼の主要なラブソングのうち、「Burbujas de Amor（愛の泡）」、「Bachata Rosa（バチャータ・ロサ）」、「Rosalia（ロサリア）」、「Como Abeja al Panal（巣に戻る蜂のように）」、「A Pedir Su Mano（彼女の手に訊いて）」、「Carta de Amor（ラブレター）」、「Estrellitas y Duendes（星屑とエルフ）」を収録している。
ゲラは、1992年にアルバム『アレイト (Areíto)』（タイノ語で「歌と踊り」の意味）をリリースした後、論争の的となる。これはヒットシングル「El costo de la vida（「生きることのコスト」の意味）」を含んでおり、このビデオが反アメリカ的なトーン(反資本主義的)であるとしていくつかの国々で禁止されたのだが、これがまた、ラテンアメリカ諸国一般的に存在するアメリカ批判を公に放映することへの恐怖から起こったものだったからである。他の曲もまたいくつかのラテンアメリカ諸国の貧困について歌っており、1492年のアメリカ大陸の「発見」そして第一級の大国たちの二重規範を批判している。また、この曲はラテン音楽トラックで南国系音楽のパフォーマーとしては初めてのナンバーワンヒットの偉業を与えたと思われる。曖昧な表現を英語版からそのままの形で残す
1995年にはアルバム『フォガラテ! (Fogaraté)』をリリースし、しばらくプロテストソングの発表からは遠ざかった。このアルバムはペリーコ・リピアーオ (Perico Ripiao)のような、とりわけより地域的であまり知られていないドミニカ共和国の音楽のタイプを基調としている。
1998年にはゲラはアルバム『Ni Es Lo Mismo Ni Es Igual』（「同じでもないし等しくもない」の意味）をリリース、絶賛を得て2000年にメレンゲ・ベスト・パフォーマンス(Best Merengue Performance)、ベスト・トロピカル・ソング(Best Tropical Song)、ベスト・エンジニアード・アルバム(Best Engineered Album) の3賞を受賞する。アルバムは「Mi PC（マイ・PC）」、「Palomita Blanca（白い小さな鳩）」、「El Niágara en Bicicleta（自転車の中のナイアガラ）」を収録。

### 2000年代

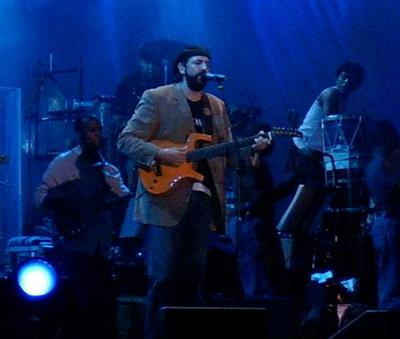
ツアー「Para tí」におけるスペイン・マドリード公演にて。2005年7月

6年間の間を置き、2003年にゲラはアルバム『Para Ti』（君に）をリリースする。曲の多くは彼の熱心なクリスチャニティを反映してそのベースが信仰的なものになっている。このアルバムで彼は2005年のビルボードのゴスペルポップス、トロピカル・メレンゲのセクターで、2つの賞を受賞する。「Las Avispas（「ハチ」の意味）」という1曲で2つのカテゴリの賞を同時に受賞したのは初めてのことだった。この他、このアルバムはヒット曲として「Para Ti」、「Soldado（兵士）」を収録している。また同時に、彼はスペイン音楽学院から20年にわたるカリブ海地域と祖国への貢献によりラテン特別賞の栄誉を与えられている。
2006年1月、フアンはバークリーの60周年記念コンサートをポール・サイモン、ハービー・ハンコック、ミッシェル・カミロ、 キャーラ・チベッロらと行う。同年、彼は ディエゴ・トーレスの「Abriendo Caminos（開いている道）」という曲に演奏で参加し、マナーの「Bendita Tu Luz」（祝福されしあなたのその太陽）にボーカルで参加している。
2月に行われたローリング・ストーンズの「ア・ビガー・バン・ツアー」におけるプエルトリコ・サンフアン公演で共演している。
彼はまたスティングに招待されてドミニカ共和国のラ・ロマーナで行われたコンサート「Altos de Chavón」で歌っている。2007年のロ・ヌエストロ賞（Premio Lo Nuestro）では「栄誉ある人生の達成賞 (the honorary lifetime achievement award)」を与えられている。彼はまた、2007年の3月にリリースされるアルバム『愛のミコラソン (La Llave De Mi Corazón)』の先行公演を行った。
『愛のミコラソン』は4週にわたってビルボードで1位を達成し、各国でもチャートをのし上がっていく中、コロンビアではナンバー1の販売枚数を得た 。ゲラはこのアルバムで5個のラテングラミー賞、6個のプレミオ・カサンドラ賞、4つのビルボードアワード、2つのロ・ヌエストロ賞、そしてグラミー賞を含む20以上の賞を受賞した。
2006年の4月6日、フアンは第13回BMIラテンアワードでBMIアイコンとして栄誉を受ける。BMIの1995年度のラテン・ソングライター・オブ・ザ・イヤーとなり、ゲラの作曲は14のBMIラテンアワードを受賞する。
フアン・ルイス・ゲラは、2007年ラテングラミー賞でノミネートされたレコード・オブ・ザ・イヤー、アルバム・オブ・ザ・イヤー、ソング・オブ・ザ・イヤー、ベスト・トロピカルソング/ベスト・メレンゲ・アルバム、エンジニア・オブ・ザ・アルバムの5賞をさらう。アルバムに携わったAllan Leschhorn、Luis Mansilla、Ronnie Torres、Adam Ayanらがベスト・エンジニアード・アルバムに選ばれた。ラテングラミー賞の一晩前にはそのラテン音楽と博愛性への貢献からラテン・レコード・アカデミー・パーソン・オブ・ザ・イヤー(Person of the Year Award)の賞をその学会から受けている。
2008年の3月10日にはドミニカ共和国で最も重要なカサンドラ賞(Premios Casandra)で6つの賞を得た。彼が取得したのはそのイベントにおいて最も重要な賞であるオルチェストラ・トール・オブ・ザ・イヤー、アウトスタンディング・アーティスト・ボード、ミュージック・アルバム・オブ・ザ・イヤーで、『愛のミコラソン』及び「El Soberano (The Sovereign)」により取得した。
2008年の3月16日、彼は他のアーティスト達と共にその先日から発生していたコロンビア、ベネズエラ、エクアドルの間での衝突に対して、フアネスによって発起されたコンサート「Paz Sin Fronteras（国境なき平和）」に参加した。
2008年4月11日、フアン・ルイス・ゲラはビルボードラテンアワードに7つのノミネート、3賞の受賞をするという大きな成功をなした。
2008年9月15日、ゲラはユネスコによって「障害を持つ子どもたちや助けを必要としている子どもたちに恩恵を与える努力に対して」という理由でユネスコ平和芸術家に選ばれた。
2009年6月9日にはゲラは母校であるバークリー音楽大学のコンサートホールで名誉博士号を受ける。
2010年、フアンはエンリケ・イグレシアスと共同で「Cuando Me Enamoro」を出し、ミュージックビデオにも共に出演した。そのシングルは現在15週1位を取得しており、両アーティストにとって連続週では最長の記録である。

## 多言語での演奏
ゲラは1995年のアルバム『フォガラテ!』の「July 19th」をはじめに最近では「Medicine for My Soul」や「Something Good」と幾つかの曲を英語でレコーディングし、「Something Good」ではイタリアの歌手キャーラ・チヴェッロ（Chiara Civello）と共に歌っている。
「Woman del Callao」「Guavaberry」「Señorita」「La Llave de Mi Corazón」などの数曲は、英語版とスペイン語版の両方が存在する。またアルバム『アレイト』の「Areíto」と「Naboria daca, mayanimacaná」は、イスパニョーラ島の先住民で絶滅したタイノ族の言語であるアラワク語で歌われている。その他、「Bachata Rosa」にはポルトガル語のものがあり、「Bachata in Fukuoka」では日本語の挨拶も使っている。

## 作詞スタイル
彼はドミニカ共和国出身であり、彼の音楽にも強くカリブ海独特のリズム、つまりメレンゲやバチャータの影響を見ることができる。
彼の歌詞においてはしばしば意図的に単純で強く多義的なものが利用し、広く一般的なフレーズやイディオムを利用していたり、エロティシズムにとれたりするフレーズを利用していたりする。「Burbujas de Amor（愛の泡）」や「El Niágara en Bicicleta（自転車上のナイアガラ）」がその例である。

## 日本との関わり
2009年8月にフアンは福岡と東京で公演している。またこの旅路で「バチャータ・エン・フクオカ」(「福岡でバチャータを」の意味)を書いており、Latin Pop Airplayのビルボード、Latin Tropical Airplayのビルボードで1位を取っていたことがある。なお、この曲は中年の日本人の女性が浜辺にバスで向っていく際、その若い時にその場面がシフトし、若いフアンと思われる人物と2人が幸せそうに踊る、そして最後に再度2人とも現在の年齢に戻り顔を見合せるという内容で、「こんにちは」「ありがとうございます」と歌っている部分がある。日本が気にいったらしく、日本の人々も食事も大好きだとインタビューで語っている他、2010年11月28日現在の彼の公式ホームページのトップ画像は舞妓の写った日本ないしオリエンタリズムの趣を持ったものになっている。

## 440のメンバー
- ロジャー・サヤス (Roger Zayas)
- マリダリア・エルナンデス (Maridalia Hernández)
- マリエラ・メルカード (Mariela Mercado)
- マルコ・エルナンデス (Marco Hernández) ※マリダリア・エルナンデスと交代
- アダルヒーサ・パンタレオン (Adalgisa Pantaleón) ※マリエラ・メルカードと交代
- キコ・リセク (Quico Rizek) ※マルコ・エルナンデスと交代

## ディスコグラフィ

### スタジオ・アルバム
- Soplando (1984年)
- Mudanza y Acarreo (1985年)
- Mientras Más Lo Pienso...Tú (1987年)
- 『4時40分』 - Ojalá Que Llueva Café (1989年)
- 『薔薇のバチャータ』 - Bachata Rosa (1990年)
- 『アレイト』 - Areíto (1992年)
- 『フォガラテ!』 - Fogaraté (1994年)
- Ni es lo mismo ni es igual (1998年)
- Para Ti (2004年)
- 『愛のミコラソン』 - La Llave de Mi Corazón (2007年)
- 『アソンデゲーラ』 - A Son de Guerra (2010年)
- Colección Cristiana (2012年)
- Todo Tiene Su Hora (2014年)
- Literal (2019年)

### ライブ・アルバム
- A Son de Guerra Tour (2013年)

## 参考
- Manuel, Peter. Caribbean Currents: Caribbean Music from Rumba to Reggae